# Un'altra vita (singolo)
Un'altra vita è un singolo della cantante italiana Elodie, pubblicato il 13 maggio 2016 come primo estratto dall'album omonimo.

## Descrizione
Il brano, scritto e composto da Fabrizio Moro e prodotto da Emma Marrone e Luca Mattioni, è stato presentato dalla cantante durante la trasmissione televisiva Amici di Maria De Filippi in cui la cantante era concorrente. Un'altra vita viene reso disponibile in contemporanea sia per il download digitale che per la rotazione radiofonica.

## Tracce
Testi di Fabrizio Moro, musiche di Fabrizio Moro e Roberto Cardelli.
1. Un'altra vita – 2:58

## Classifiche
| Classifica (2016) | Posizione massima |
| ----------------- | ----------------- |
| Italia            | 33                |